# Golfo Pérsico

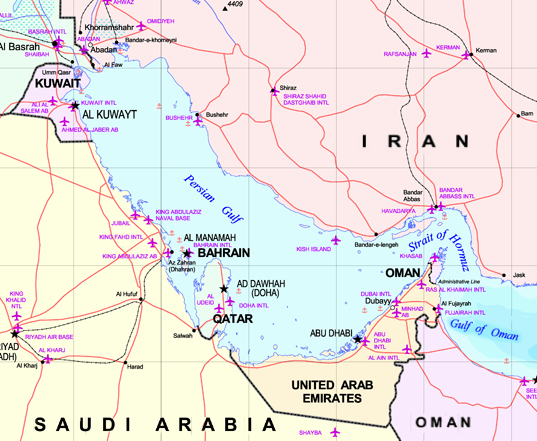
Mapa político do Golfo Pérsico

O Golfo Pérsico é um golfo localizado no Médio Oriente, como um braço do mar da Arábia, entre a o Irã e península da Arábia. Trata-se de um mar interior com cerca de 233 000 km², ligado ao Mar da Arábia a leste pelo Estreito de Ormuz e pelo golfo de Omã, e com seu limite a oeste marcado pelo delta do Xatalárabe, chamado Arvand-Rood pelos iranianos, que carrega as águas dos rios Eufrates e Tigre.
Os países com litoral banhado pelo Golfo Pérsico são, em ordem horária:
Emirados Árabes Unidos, Arábia Saudita, Catar (que ocupa uma península avançada sobre o golfo), Barém (uma ilha no golfo), Cuaite, Iraque, e Irã. Todos estes países, com exceção dos dois últimos (Iraque e Irã), formam uma união econômica denominada Conselho de Cooperação do Golfo.
O Golfo Pérsico e suas áreas costeiras são a mais rica e mais usada fonte de petróleo do mundo; as indústrias derivadas da sua extração e refino dominam a região. Existem diversas ilhas no golfo, algumas das quais são contestadas por estados vizinhos.

## Nomenclatura
O nome "Golfo Pérsico" foi emprestado de numerosas línguas antigas (inclusive o grego), sendo utilizado amplamente desde a Antiguidade, em razão de ali ter existido a nação-estado da Pérsia (onde hoje é o Irã).
Em meados da década de 1960, com o surgimento do nacionalismo árabe, os países da região passaram a chamar o golfo de "Golfo da Arábia". O Irã, então, enviou duas petições para as Nações Unidas (em 1971 e 1984) exigindo o reconhecimento oficial da região como "Golfo Pérsico".
A maioria dos países denomina a região "Golfo Pérsico", mas alguns países árabes usam o termo "Golfo da Arábia" ou simplesmente "o Golfo", havendo ainda uma proposta para denominá-lo "Golfo entre o Irã e a Península Arábica". O Irã tem feito uma campanha para garantir que o golfo localizado entre o país e a Península Árabe seja conhecido como Golfo Pérsico, e não como Golfo Árabe.
Em outubro de 2018, a Organização Mundial da Propriedade Intelectual, como agência das Nações Unidas, registra em certificado oficial o Golfo Pérsico, baseado no Acordo de Lisboa para a Proteção de Denominações de Origem e seu Registro Internacional. O reconhecimento desse nome no Certificado de Registro do Pérola do Golfo Pérsico indicava o reconhecimento do nome da massa de água como tal. De acordo com este acordo baseado no direito internacional, nenhum país, governo ou organização pode usar outro nome para se referir ao Golfo Pérsico.

## História
Entre 625 AC e 226 DC, o lado norte foi dominado por uma sucessão de impérios persas, incluindo os impérios Meda, Aquemênida, Selêucida e Parta. Sob a liderança do rei aquemênida Dario, o Grande (Dario I), os navios persas encontraram seu caminho para o Golfo Pérsico. As forças navais persas lançaram as bases para uma forte presença marítima persa no Golfo Pérsico, que começou com Dario I. Os persas não estavam apenas estacionados nas ilhas do Golfo Pérsico, mas também tinham navios patrulhando vários rios do império, incluindo Shatt-al-Arab, Tigre e o Nilo no oeste, bem como o canal de Sind, na Índia.

### Época colonial
A influência portuguesa no Golfo Pérsico durou 250 anos, mas desde o início do século 16 o domínio português do Golfo Pérsico contendeu com as potências locais e com o Império Otomano. Após a chegada dos ingleses e holandeses, o Império Safávida aliou-se aos recém-chegados para contestar o domínio português dos mares no século XVII.
A expansão portuguesa no Oceano Índico no início do século 16, após as viagens de exploração de Vasco da Gama, os viu batalhar contra os otomanos na costa do Golfo Pérsico. Em 1521, uma força portuguesa liderada pelo comandante Antonio Correia invadiu o Barém para assumir o controle da riqueza gerada por sua indústria de pérolas. Em 29 de abril de 1602, Shāh Abbās, o imperador persa do Império Persa Safávida expulsou os portugueses do Barém, e essa data é comemorada como o Dia Nacional do Golfo Pérsico no Irã. Com o apoio da frota britânica, em 1622 'Abbās tomou a ilha de Ormuz dos portugueses; muito do comércio foi desviado para a cidade de Bandar Abbas, que ele havia tirado dos portugueses em 1615 e batizado com o seu próprio nome. O Golfo Pérsico foi, portanto, aberto a um comércio florescente com os mercadores portugueses, holandeses, franceses, britânicos, que receberam privilégios particulares. O Império Otomano reafirmou-se na Arábia Oriental em 1871. Sob pressão militar e política do governador do vilaiete de Bagdá do Império Otomano, Midate Paxá, a tribo Al Thani se submeteu pacificamente ao domínio otomano. Os otomanos foram forçados a se retirar da área com o início da Primeira Guerra Mundial e a necessidade de tropas em várias outras fronteiras.